# Amroha
Amroha è una suddivisione dell'India, classificata come municipal board, di 164.890 abitanti, capoluogo del distretto di Jyotiba Phule Nagar, nello stato federato dell'Uttar Pradesh. In base al numero di abitanti la città rientra nella classe I (da 100.000 persone in su).

## Geografia fisica
La città è situata a 28° 55' 0 N e 78° 28' 0 E e ha un'altitudine di 210 m s.l.m..

## Società

### Evoluzione demografica
Al censimento del 2001 la popolazione di Amroha assommava a 164.890 persone, delle quali 86.836 maschi e 78.054 femmine. I bambini di età inferiore o uguale ai sei anni assommavano a 25.258, dei quali 13.124 maschi e 12.134 femmine. Infine, coloro che erano in grado di saper almeno leggere e scrivere erano 72.033, dei quali 42.314 maschi e 29.719 femmine.